# Wilford Brimley
Anthony Wilford Brimley, född 27 september 1934 i Salt Lake City, Utah, död 1 augusti 2020 i St. George, Utah, var en amerikansk skådespelare.

## Karriär
Innan han blev skådespelare arbetade han som marinkårssoldat, cowboy, smed och livvakt åt Howard Hughes. Han började sko hästar för film och television och började göra statistroller och stuntjobb i västernfilmer.  Vid denna tid var han känd som Anthony (Tony) Brimley.
Brimley har medverkat i filmer som Kinasyndromet, Hotell New Hampshire, John Carpenters The Thing, Cocoon – djupets hemlighet och Firman. Han spelade Noa Briqualon in George Lucas TV-film Flykten från Endor (1985). Wilford Brimley har även medverkat i ett avsnitt av Seinfeld. Han har dessutom medverkat i många reklamfilmer.

## Filmografi (i urval)
- 1979 – Kinasyndromet
- 1982 – The Thing
- 1984 – Hotell New Hampshire
- 1984 – Country
- 1985 – Cocoon – djupets hemlighet
- 1985 – Remo – obeväpnad, men livsfarlig
- 1985 – Flykten från Endor (TV-film)
- 1988 – Cocoon – återkomsten
- 1992 – Sherifferna (TV-serie)
- 1993 – Firman
- 1996 – My Fellow Americans
- 1997 - Seinfeld, avsnitt The Junk Mail (gästroll i TV-serie)
- 1997 – Ute eller inte

Tv serien Yellowstone säsong 3